# Le Garçon qui voulait courir vite
Le Garçon qui voulait courir vite est un roman de Pierre Bottero, publié en 2002 chez Flammarion. Accessible dès 10 ans, il se classe dans la catégorie des romans jeunesse.

## Synopsis
Depuis la mort de leur père dans un accident de voiture, Jules, le petit frère d'Agathe, ne parle presque plus. Les rares fois où il ouvre la bouche, c'est pour tourner vers sa sœur un regard plein d'espoir. « On court ? » lui demande-t-il. Mais Jules ne peut plus courir. Ses bras, ses jambes, ne lui obéissent plus. 
Rongée d'inquiétudes pour son frère, Agathe tente de faire surface entre son chagrin et son désir d'avancer. Heureusement, elle n'est pas seule pour affronter cette épreuve, et Thomas, un copain du collège, Monsieur Ali, un vieil ami de son père, sa mère, prête à tout pour ses enfants, le docteur Olderty, sont là pour lui donner la force dont elle a besoin.   

## Prix
- 2004 : Prix des Dévoreurs de livres (Libraire L'Oiseau Lire, Evreux, Eure)
- 2004 : Prix littéraire de la citoyenneté (établissements scolaires Maine et Loire)

- 2006 : Prix Handi-Livres catégorie « Livre Jeunesse »[2]